# Jean-Martial-Aminthe Dupont
Jean-Martial-Aminthe Dupont est né à Saint-Thomas-de-Conac (Charente-Maritime) le 1er juin 1841, et mort à Carcassonne le 5 février 1890, est une personnalité de la Commune de Paris.

## Biographie
Fils de chapelier, Jean-Martial-Aminthe Dupont est employé de banque à Paris et est condamné à 15 années de prison en 1870 pour complot contre la sûreté de l'État. Libéré le 4 septembre après la proclamation de la République, il entre au Comité central républicain des Vingt arrondissements. Lors du soulèvement du 18 mars 1871, il est nommé commissaire de police de l'Hôtel de Ville de Paris, puis le 23 mars chef de la police municipale. Aux élections complémentaires du 16 avril, il est élu au Conseil de la Commune par le XVIIe, il siège à la commission de la Sûreté générale. Il vote pour la création du Comité de Salut public. Après la Semaine sanglante, il se réfugie à Londres. Revenu en France clandestinement en juillet 1872, il est arrêté, condamné à mort, mais sa peine est commuée en travaux forcés à perpétuité. Il est banni en 1879.
Rentré en France, il est inspecteur du Crédit Foncier de France à Carcassonne.
Par son mariage avec Mina Marguerite Gérardin, il est le beau-frère de l'aquarelliste Auguste Gérardin, lequel signera son acte de décès, survenu à Carcassonne le 5 février 1890.
Dupont est inhumé au cimetière de Montmartre à Paris le 8 février 1890.

### Notices biographiques
- Jules Clère, Les hommes de la Commune : Biographie complète de tous ses membres, Paris, Libraire-éditeur É. Dentu, 1871, 195 p. (lire en ligne sur Gallica), p. 78-79
- Paul Delion, Les membres de la Commune et du Comité central, Paris, A. Lemerre éditeur, août 1871, 446 p. (lire en ligne sur Gallica), p. 84-85
- Bernard Noël, Dictionnaire de la Commune, Coaraze, L'Amourier éditions, coll. « Bio », avril 2021 (1re éd. 1971), 799 p. (ISBN 978-2-36418-060-4, ISSN 2259-6976, présentation en ligne), p. 285
- « Notice Dupont Aminthe [Dupont Jean, Martial, Aminthe] », sur maitron.fr, Le Maitron, dictionnaire bibliographique du mouvement ouvrier et du mouvement social, Association Les Amis du Maitron (consulté le 7 août 2021)